# 阿卡里區
阿卡里區（西班牙語：Distrito de Acarí），是秘魯的一個區，位於該國南部阿雷基帕大區的卡拉韋利省，面積799.21平方公里，海拔高度162米，2007年人口4,019，人口密度每平方公里5.03人。